# David Regis
David Regis (La Trinité, Martinique, 1968. december 2. – ) amerikai válogatott labdarúgó.

## Pályafutása

### Klubcsapatban
Martinique szigetén született. Pályafutását 1988-ban kezdte a Valenciennes csapatánál. 1993-ban a Strasbourg igazolta le, mellyel 1995-ben megnyerte az Intertotó-kupát. 1996 és 1997 között a Lens, 1997 és 1998 között a német Karlsruher SC csapatában játszott. 1998 és 2002 között az FC Metz, 2002 és 2005 között a Troyes játékosa volt.

### A válogatottban
Felesége révén – aki amerikai állampolgár – lehetősége nyílt, hogy az Egyesült Államok válogatottjában szerepeljen. Az állampolgárságot 1998. május 20-án kapta meg, három nappal később Kuvait ellen be is mutatkozott az első válogatott mérkőzésén. Részt vett az 1998-as világbajnokságon, ahol mindhárom csoportmérkőzésen pályára lépett. Ugyancsak tagja volt a 2002-es világbajnokságra kijutó csapat keretének, de a tornán nem játszott egyetlen percet sem.
1998 és 2002 között 27 alkalommal szerepelt az Egyesült Államok válogatottjában.

## Sikerei
RC Strasbourg
- Intertotó-kupa (1): 1995
- Francia kupadöntős (1): 1995

FC Metz
- Francia kupadöntős (1): 1999